# Diocese de Bridgetown
A Diocese de Bridgetown (em latim: Diœcesis Pontipolitanus) é um diocese de rito romano da Igreja Católica no Caribe. A diocese abrange a totalidade da ex-dependência britânica de Barbados. É uma diocese sufragânea da Arquidiocese de Port of Spain, e um membro da Conferência Episcopal das Antilhas.
Erguida em 1970, como Diocese de Bridgetown-Kingstown, a diocese foi dividida, em 23 de outubro de 1989, na Diocese de Bridgetown e Diocese de Kingstown. Em setembro de 2011, o padre Jason Gordon foi elevado a bispo da circunscrição, após a aposentadoria de Dom Malcolm Galt, em maio de 2005. Ambos bispos são naturais de Trinidad.
Em 2009, o prefeito da cidade irlandesa de Drogheda presenteou o padre Harcourt Blackett com um rolo, em comemoração aos 360 anos da deportação de católicos irlandeses para Barbados. Os imigrantes irlandeses católicos formaram a base da Igreja Católica no país. Historicamente, a Igreja da Inglaterra era a religião oficial do Estado na colônia, e os católicos irlandeses que foram forçados a praticar sua religião em cavernas subterrâneas, visto que o catolicismo era ilegal na ilha. Especificamente nas cavernas Indiana e Capela, ambas localizadas no norte de Barbados foram identificadas como tendo sido usadas para a celebração das missas. O padre Blackett disse que espera receber mais pergaminhos de outras cidades irlandesas que Barbados tem uma ligação histórica, incluindo Wexford e Waterford. Ele também propôs a criação de um santuário nas cavernas usadas para os cultos em Barbados para lembrar aqueles que praticaram lá sua religião no passado

## Líderes
|                          | Nome                        | Período   | Notas                              |
| Bispo                    | Bispo                       | Bispo     | Bispo                              |
| ------------------------ | --------------------------- | --------- | ---------------------------------- |
| 4º                       | Neil Sebastian Scantlebury  | 2020-     | Atual                              |
| 3º                       | Charles Jason Gordon        | 2011-2017 | Nomeado Arcebispo de Port of Spain |
| 2º                       | Malcolm Patrick Galt C.S.Sp | 1995-2005 |                                    |
| 1º                       | Anthony Hampden Dickson     | 1970-1995 |                                    |
| Administrador apostólico |                             |           |                                    |
|                          | Charles Jason Gordon        | 2017-2021 | Arcebispo de Port of Spain         |
|                          | Robert Rivas, O.P.          | 2005-2011 | Arcebispo de Castries              |